# Zona de Defensa IV
La Zona de Defensa IV (Z Def IV) fue un comando operacional del Ejército Argentino que se encargó de la lucha y represión en la porción suburbana norte de la Provincia de Buenos Aires durante el terrorismo de Estado en Argentina en las décadas de 1970 y 1980. Estaba a cargo del Comando de Institutos Militares (Cdo II MM) con base en la Guarnición de Ejército «Campo de Mayo».

## Antecedentes
En el año 1975 y antes de la creación de la Zona de Defensa IV, el Comando de Institutos Militares (Cdo II MM) albergó a «delincuentes subversivos», los que eran capturados por la Policía de la Provincia de Buenos Aires, además de participar en acciones coordinadas con esta fuerza policial.

## Creación
El 21 de mayo de 1976, el Comando General del Ejército (Cdo Grl Ej) dictó la orden parcial 405/76 que dispuso la formación de jurisdicciones para la «lucha contra la subversión». El Comando de Institutos Militares se hizo cargo del Comando de la Zona de Defensa IV (Cdo Z Def IV). El punto 2 de la 405 estableció la jurisdicción de la Z Def IV en los siguientes partidos de la Provincia de Buenos Aires: Tres de Febrero, San Martín, Vicente López, San Isidro, San Fernando, General Sarmiento, Tigre, Pilar, Escobar, Exaltación de la Cruz, Zárate y Campana. La misión del Comando era «intensificar gradual y aceleradamente la acción contrasubversiva (…) a fin de completar el aniquilamiento del oponente».
El Cdo Z Def IV pasó a tener bajo su responsabilidad a la totalidad de las unidades basadas en Campo de Mayo, tales como el Batallón de Aviación de Combate 601 (B Av Comb 601), el Batallón de Comunicaciones 601 (B Com 601) y el Hospital Militar Campo de Mayo (HMCM). La orden le asignó el control operacional a la Dirección Nacional de Gendarmería —excepto el Destacamento Móvil 1, que era reserva de la Zona de Defensa I—, las delegaciones de la Policía Federal, y elementos de la Policía de la Provincia de Buenos Aires con asiento en su jurisdicción, además de una sección de inteligencia provista por el Batallón de Inteligencia 601 (B Icia 601). Para asegurar el cumplimiento de su cometido, el Comando recibió también refuerzos con el Batallón de Ingenieros de Construcciones 601 (B Ing Const 601), una jefatura de área, una fuerza de tareas y un escalón logístico para emplear en el área de Zárate-Campana.
El Comando de Institutos Militares controló a los partidos de su jurisdicción mediante jefaturas de áreas, las que estaban a cargo de los institutos militares de educación:
- Jefatura de Área 410. Unidad: Escuela de Ingenieros. Jurisdicción: Escobar y Tigre[8]
- Jefatura de Área 420. Unidad: Escuela de Comunicaciones. Jurisdicción: San Isidro[9]
- Jefatura de Área 430. Unidad: Escuela de Caballería. Jurisdicción: General San Martín[10]
- Jefatura de Área 440. Unidad: Escuela de Artillería. Jurisdicción: San Fernando[11]
- Jefatura de Área 450. Unidad: Escuela de Infantería. Jurisdicción: Vicente López[12]
- Jefatura de Área 460. Unidad: Escuela de Suboficiales «Sargento Cabral». Jurisdicción: Pilar[13]
- Jefatura de Área 470. Unidad: Escuela de Servicios para Apoyo de Combate «General Lemos». Jurisdicción: General Sarmiento[14]
- Jefatura de Área 480/490. Unidad: Colegio Militar de la Nación. Jurisdicción: Tres de Febrero[15]
- Área FT4. Unidad: Área Naval Fluvial. Jurisdicción: Zárate[16]
- Unidades de Inteligencia de la Zona 4: la Escuela de Inteligencia, el Destacamento de Inteligencia 201 y una Sección del Destacamento de Inteligencia 201 en Zárate.[1]

El Cdo Z Def IV no tenía grupos de tareas pues operaba con las unidades normales del Cdo II MM, cuyos jefes eran los jefes de las áreas. Estos jefes operaban con una libertad total pudiendo capturar y asesinar al enemigo y podían solicitar refuerzos con personal policial. Se destacó también por no tener subzonas sino directamente áreas, pues el Comando no tenía brigadas asignadas, sino unidades de formación y perfeccionamiento del personal militar.
El comandante de Institutos Militares, general de división Santiago Omar Riveros, acordó con el comandante del I Cuerpo de Ejército (Cpo Ej I) —Zona de Defensa I—, general de división Carlos Guillermo Suárez Mason, las reglas para autorizar la acción de una zona en la jurisdicción de la otra.
Comprendía nueve comisarías locales, las zonas liberadas por la policía de todos los municipios y los cuatro centros clandestinos que funcionaban dentro de Campo de Mayo: la prisión militar, las Casitas, el Campito —todos debidamente ocultos— y el Hospital Militar Campo de Mayo.

## Operaciones

### Operaciones de seguridad
La Zona de Defensa IV desarrolla dos tipos de operaciones: de seguridad y de aniquilamiento. Las primeras se subdividían en dos: internas y externas. Las operaciones de seguridad internas consistían básicamente en la defensa y seguridad de la guarnición, lo que se proveía con guardias y retenes. En cambio, las operaciones de seguridad externas eran acciones cuya misión era afianzar la seguridad en el área asignada, lo cual se ejecutaba en colaboración con la Policía de la Provincia de Buenos Aires; las operaciones externas consistían en controles en rutas o caminos. En caso de enfrentamiento, detección de sospechosos o dubitativos en lo que constituía la lucha contra la subversión, los militares detenían a los sujetos poniéndolos a disposición de la jefatura de la zona en dependencias policiales o un lugar de reunión de detenidos (LRD).

### Operaciones de aniquilamiento
Las operaciones de aniquilamiento eran aquellas ordenadas por el Comando de la Zona de Defensa IV (Cdo Z Def IV).

## Consecuencias
El conjunto de delitos de lesa humanidad cometidos por el personal de la Zona de Defensa IV es un hecho comprobado a partir de la Causa 13/84 y sucesivos juicios.